# ラ・リオハ州 (スペイン)
ラ・リオハ州（ラ・リオハしゅう、La Rioja）は、スペインを構成する自治州。ラ・リオハ州はラ・リオハ県のみで構成され、州都、県都はログローニョ。自治州創設以前はログローニョ県と呼ばれていた。
バスク州、ナバーラ州、アラゴン州、カスティーリャ・イ・レオン州と接している。エブロ川が州を横断しており、リオハ・ワインの生産地として有名である。

## 歴史

### 中世
1099年にミランダ・デ・エブロのフエロ（特権法）にはリオハという地名が記載されており、この地名はこの地域を流れるオハ川に由来する。10世紀頃にはナバーラ王国とカスティーリャ王国がこの地域の覇権をかけて争ったが、最終的には1173年にカスティーリャ王国に併合された。

### ログローニョ県(1833-1982)
19世紀前半にスペイン全土に県が設置されるまで、この地域はブルゴス地方とソリア地方に分割されていた。1808年から1813年のスペイン独立戦争ではナポレオン軍がこの地域を占領し、1814年までフランス軍の支配下にとどまった。県の設置を検討していた歴史家のフアン・アントニオ・リョレンテによる1810年の計画では、この地域はブルゴスを県都とするアルランソン県の一部に組み込まれた。スペイン1812年憲法（カディス憲法）を拠り所とするカディス国会では、ラ・リオハ地方を独立した県とすることが宣言された。スペイン立憲革命中の1822年1月には、ラファエル・デル・リエゴの行政改革の一環として、王令によってログローニョ県が設置されたが、フェルナンド7世はすぐにこれらの決定を破棄し、以前の地域区分の大部分を復活させた。1833年スペイン地方行政区分再編でスペイン全土に49の県が設置されると、カスティーリャ・ラ・ビエハ地方の一部として再びログローニョ県が設置された。1841年には暫定的にログローニョ県の面積が拡大した。

### ラ・リオハ州(1982-)
1939年から1975年のフランコ独裁体制を経て、民主化後の1980年には県名をログローニョ県からラ・リオハ県に改称した。1982年のサン・ミリャン基本法（ラ・リオハ州基本法）によって、ラ・リオハ県は単独でラ・リオハ自治州となった（1県1州）。なお、カスティーリャ・ラ・ビエハ地方のうち本県とサンタンデール県（後のカンタブリア州）を除く6県はカスティーリャ・イ・レオン州の一部となっている。
1992年には公立大学のラ・リオハ大学が開校し、ワイン学などの特徴的な学科を有している。2009年には私立大学のラ・リオハ国際大学が開校した。

## 人口
| ラ・リオハ州 (スペイン)の人口推移 1900－2010            |
|                                                         |
| 出典:INE（スペイン国立統計局）1900年 - 1991年、1996年 - |

## 行政区画

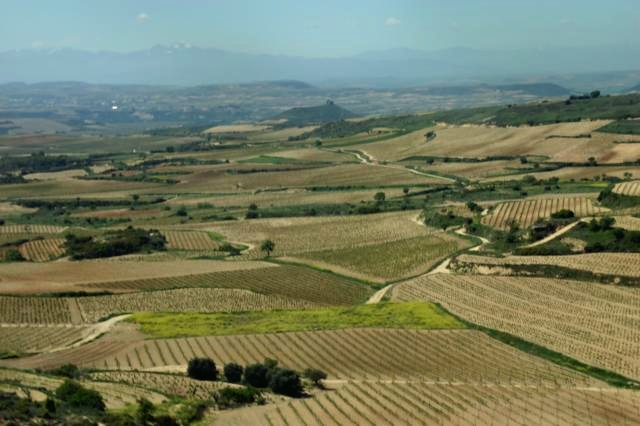
ラ・リオハ州のブドウ畑

スペインの17自治州の中ではバレアレス諸島州に次いで2番目に面積が小さく、人口は17自治州で最も少ない。人口の約半分が州都ログローニョに住んでいる。174あるムニシピオ（基礎自治体）のうち、ほぼ半数は人口が200人以下である。

### 基礎自治体
| ラ・リオハ州の基礎自治体（2010年） | ラ・リオハ州の基礎自治体（2010年）   | ラ・リオハ州の基礎自治体（2010年） |
| 順位                               | 基礎自治体                           | 人口（人）                         |
| ---------------------------------- | ------------------------------------ | ---------------------------------- |
| 1                                  | ログローニョ                         | 152,650                            |
| 2                                  | カラオーラ                           | 24,876                             |
| 3                                  | アルネード                           | 14,425                             |
| 4                                  | アーロ                               | 11,960                             |
| 5                                  | アルファーロ                         | 9,813                              |
| 6                                  | ナヘラ                               | 8,404                              |
| 7                                  | ラルデーロ                           | 8,118                              |
| 8                                  | サント・ドミンゴ・デ・ラ・カルサーダ | 6,737                              |
| 9                                  | ビジャメディアーナ・デ・イレグア     | 6,723                              |
| 10                                 | アウトル                             | 4,385                              |

### 司法管轄区

ラ・リオハ州の司法管轄区

県内は3の司法管轄区に分けられる。太字は中心自治体。
1. アロ司法管轄区[5] - アバロス、アングシアーナ、バニャーレス、バーニョス・デ・リオハ、ブリーニャス、ブリオーネス、カサラレイナ、カスタニャーレス・デ・リオハ、セジョリーゴ、シダモン、シウーリ、シルエーニャ、コルポラーレス、クスクリータ・デ・リオ・ティロン、エスカライ、フォンセーア、フォンサレーチェ、ガルバルリ、ヒミレーオ、グラニョン、アロ、エラメジュリ、エルビーアス、レイバ、マンサナーレス・デ・リオハ、オチャンドゥリ、オハカストロ、オジャウリ、パスエンゴス、ロデスノ、サハサーラ、サン・アセンシオ、サン・ミジャン・デ・ジェコラ、サン・トルクアート、サン・ビセンテ・デ・ラ・ソンシエーラ、サント・ドミンゴ・デ・ラ・カルサーダ、サントゥルデ・デ・リオハ、サントゥルデッホ、ティルゴ、トルマントス、トレビアーナ、バルガニョン、ビジャルバ・デ・リオハ、ビジャロバール・デ・リオハ、ビジャール・デ・トーレ、ビジャレッホ、ビジャルタ＝キンターナ、サラトン、ソラキン
2. カラオーラ司法管轄区[6] - アギラール・デル・リオ・アラーマ、アルカナドレ、アルデアヌエバ・デ・エブロ、アルファーロ、アルネディージョ、アルネード、アウセッホ、アウトル、ベルガーサ、ベルガシージャス・バヘーラ、カラオーラ、セルベーラ・デル・リオ・アラーマ、コレーラ、コルナーゴ、エンシーソ、ガリレーア、グラバロス、エルセ、イヘーア、ムニージャ、ムーロ・デ・アグアス、ナバフン、オコン、プラデホン、プレハノ、ケル、エル・レダル、リンコン・デ・ソト、サンタ・エウラリア・バヘーラ、トゥデリージャ、バルデマデーラ、エル・ビジャール・デ・アルネード、ビジャロージャ、サルソーサ
3. ログローニョ司法管轄区[7] - アゴンシージョ、アハミル、アルベルダ・デ・イレグア、アルベリーテ、アレサンコ、アレソン、アルマルサ・デ・カメーロス、アンギアンコ、アレンサーナ・デ・アバッホ、アレンサーナ・デ・アリーバ、アルーバル、アソフラ、バダラン、バーニョス・デ・リオ・トビーア、ベルセーオ、ベサーレス、ボバディージャ、ブリエーバ・デ・カメーロス、カベソン・デ・カメーロス、カンプロビン、カナーレス・デ・ラ・シエーラ、カーニャス、カニージャス・デ・リオ・トゥエルト、カルデナス、カストロビエッホ、セニセーロ、クラビッホ、コルドビン、ダローカ・デ・リオハ、エントレーナ、エストージョ、フエンマジョール、ガジネーロ・デ・カメーロス、オルミージャ、オルミジェッハ、オルニージョス・デ・カメーロス、オルノス・デ・モンカルビージョ、ウエルカノス、ハロン・デ・カメーロス、ラグーナ・デ・カメーロス、ラグニージャ・デル・フベーラ、ラルデーロ、レデスマ・デ・ラ・コゴージャ、レサ・デ・リオ・レサ、ログローニョ、ルンブレーラス、マンハレス、マンシージャ・デ・ラ・シエーラ、マトゥーテ、メドラーノ、ムリージョ・デ・リオ・レサ、ムーロ・エン・カメーロス、ナヘラ、ナルダ、ナバレーテ、ネスターレス、ニエバ・デ・カメーロス、オルティゴーサ・デ・カメーロス、ペドローソ、ピニージョス、プラディージョ、ラバネーラ、エル・ラシージョ・デ・カメーロス、リバフレチャ、ロブレス・デル・カスティージョ、サン・ミジャン・デ・ラ・コゴージャ、サン・ロマン・デ・カメーロス、サンタ・コローマ、サンタ・エングラシア・デル・フベーラ、ソフエーラ、ソルサーノ、ソテス、ソト・エン・カメーロス、テローバ、トビーア、トーレ・エン・カメーロス、トレシージャ・エン・カメーロス、トレシージャ・ソブレ・アレサンコ、トレモンタルボ、トリシオ、ウルニュエーラ、ベントーサ、ベントローサ、ビゲーラ、ビジャメディアーナ・デ・イレグア、ビジャヌエバ・デ・カメーロス、ビジャベラージョ、ビジャベルデ・デ・リオハ、ビジョスラーダ・デ・カメーロス、ビニエグラ・デ・アバッホ、ビニエグラ・デ・アリーバ

## 出身者
- ドミンゴ・デ・シロス（英語版）(1000-1073) : 修道士。
- ゴンサロ・デ・ベルセオ（英語版）(1198-1264) : 詩人。
- フアン・ゴンサーレス・デ・メンドーサ(1545-1618) : 修道士。
- ファン・ホセ・デ・エルヤル(1754-1796) : 化学者・鉱物学者。
- ファウスト・デ・エルヤル(1755-1833) : 化学者・鉱物学者。
- マヌエル・ブレトン・デ・ロス・エレーロス（英語版）(1796-1873) : 劇作家。
- マリアーノ・デ・ラ・パス・グラエルス(1809-1898) : 博物学者。
- プラセデス・マテオ・サガスタ（英語版）(1825-1903) : 土木技師・政治家。スペインの首相。
- ディエス・デル・コラール(1911-1998) : 政治学者。
- グスタボ・ブエノ（英語版）(1924-2016) : 哲学者。
- ラファエル・アスコナ(1926-2008) : 脚本家。
- ホセ・イグナシオ・ペレス（英語版）(1951-) : 政治家。ラ・リオハ州首相。
- ペドロ・サンス（英語版）(1953-) : 政治家。ラ・リオハ州首相。
- ホセ・イグナシオ・セニセロス（英語版）(1956-) : 政治家。ラ・リオハ州首相。
- ハビエル・カマラ(1967-) : 俳優。
- コンチャ・アンドレウ(1967-) : 政治家。ラ・リオハ州首相。
- ダニエル・アランスビア(1979-) : サッカー選手。
- カルロス・コロマ・ニコラス(1981-) : 自転車競技選手。
- アルベルト・ガルソン(1985-) : 政治家。